# Nazraň
Nazraň (rusky Назрань, ingušsky: На́на-Наьсаре) je město v Ingušsku v Ruské federaci. Od roku 1992 do roku 2000 byla hlavním městem Ingušska, pak se jím stal nově vybudovaný Magas pouze o 4 km jižněji. Žije zde přibližně 126 tisíc obyvatel.
V době druhé čečenské války do Ingušska vtrhla skupina 200–300 čečenských rebelů, která 21.–22. června 2004 zaútočila na asi 15 správních budov v Nazrani a nejméně na další tři obce. Útok trval téměř pět hodin, byli přitom zabiti dva z útočníků a 67 členů bezpečnostních složek včetně ingušského ministra vnitra, jeho zástupce a dalších oficiálních činitelů Ingušska. V přestřelkách bylo zabito i 25 civilistů, včetně pracovníka OSN.

## Partnerské město
- Kislovodsk, Rusko